# (436) Патриция
(436) Патриция (лат. Patricia) — астероид внешней части главного пояса, который был открыт 13 сентября 1898 года немецкими астрономами Максом Вольфом и Фридрихом Швассманом в обсерватории Хайдельберг.

Орбита астероида Патриция и его положение в Солнечной системе
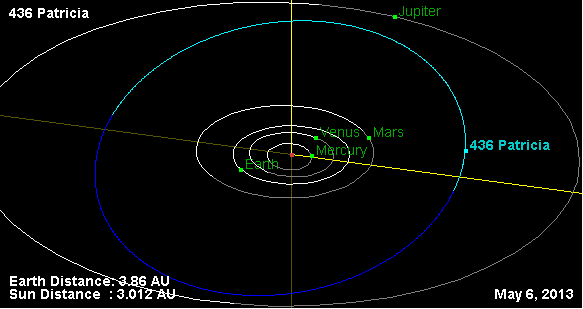
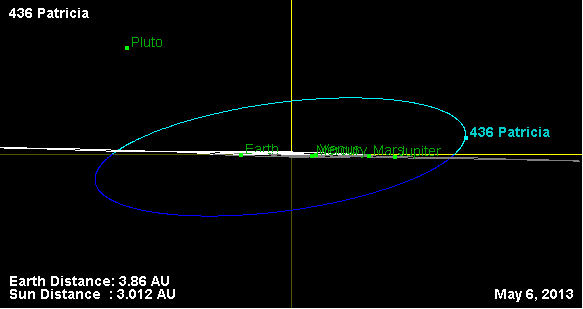